# 米澤潤一
米澤 潤一（よねざわ じゅんいち、1941年3月28日 - ）は日本の大蔵官僚。理財局総務課長、横浜税関長、大臣官房審議官（国際金融局担当）、理財局次長（理財担当）、関税局長、日本銀行理事、（公財）金融情報システムセンター理事長などを歴任。国立政策研究大学院大学、埼玉大学大学院客員教授、同志社大学大学院非常勤講師、財政評論家として著書論文多数。

## 来歴
神奈川県出身。栄光学園高等学校、東京大学法学部卒業。1963年 大蔵省入省（大臣官房文書課）。1969年7月17日 徳山税務署長。1971年7月 主計局総務課長補佐（歳入・企画）。専担は歳入係と財政制度等審議会の庶務であるが、予算編成全体の特命事項も担当した。歳入係とされていたが、実質は税外収入係で、日銀納付金、専売公社納付金、中央競馬会納付金、国有財産売払収入といったものを取りまとめていたという。
その後は主計局主計官補佐（文部第一、二、三係主査）、同（公共事業総括、公共事業第一係主査）、外務省在連合王国日本国大使館参事官、主計局主計官（文部、科学技術、文化担当）などを務める。
1987年6月25日 理財局総務課長。1988年6月15日 横浜税関長。1989年6月23日 大臣官房審議官（国際金融局担当）。1991年6月11日 理財局次長（理財担当）。1992年6月26日 関税局長。1993年6月25日 退官。1994年6月 日銀理事。2004年9月（公財）金融情報システムセンタ―理事長（2012年8月まで）。退官後、国立政策研究大学院大学、埼玉大学大学院客員教授、同志社大学大学院非常勤講師。財政評論家として執筆活動。

## 著書論文等
著書に『国債膨張の戦後史（2013年　きんざい）』、『日本財政を斬る（2016年　蒼天社）』、『国債が映す日本経済史（2017年　金ファク出版　電子書籍）』、『ネゴシエーション　国際会議の裏表（1995年　金融ファクシミリ新聞社）』等
論文等；”国債発行50年の総決算ープライマリー・バランス分析の決定版ー”　財務省財務政策総合研究所ディスカッション・ペーパー（2016．10．14　16Ａ－13）”、”数字で見る平成年間、世界の中の日本経済ー凋落の影にある財政金融政策頼み　貿易と関税2020年6月号”、”黒字国日本の対外純資産（続編）ー運用パーフォーマンスの国際比較ー　貿易と関税2022年6月号”ほか多数。

## 略歴
- 1963年4月：大蔵省入省（大臣官房文書課）。
- 1965年5月：名古屋国税局調査査察部国税調査官。
- 1966年4月：大臣官房調査課。
- 1967年7月：理財局総務課企画係長[4]。
- 1969年7月17日：徳山税務署長。
- 1970年7月10日：国税庁調査査察部調査課長補佐。
- 1971年7月：主計局総務課長補佐（歳入・企画）[1]。
- 1972年6月～1978年7月：主計局主計官補佐（科学技術、文化係主査）、同（公共事業第二係主査）、同（文部第一、二、三係主査）、同（公共事業総括係主査）。
- 1979年5月：外務省在連合王国日本国大使館一等書記官。
- 1980年1月：外務省在連合王国日本国大使館参事官。
- 1982年6月：主計局主計官（文部、科学技術、文化担当）。
- 1984年6月：理財局国債課長。
- 1986年6月：理財局資金第一課長。
- 1987年6月25日：理財局総務課長。
- 1988年6月15日：横浜税関長。
- 1989年6月23日：大臣官房審議官（国際金融局担当）。
- 1991年6月11日：理財局次長（理財担当）。
- 1992年6月26日：関税局長。
- 1993年6月25日：退官。
- 1994年6月：日本銀行理事（〜1998年5月）。
- 2004年9月：（公財）金融情報システムセンター理事長（～2012年8月）。
- 2011年4月：瑞宝中授章受章。

## 主要公的兼職
- 通商産業省産業構造審議会資金部会委員（1994年6月～1998年5月）
- 金融庁金融審議会金融分科会特別部会専門委員（2004年11月～2012年8月）
- 財務省関税等不服審査会委員（2005年2月～2011年3月）
- （社）日本租税研究協会理事（1994年6月～1998年5月）
- （社）経済団体連合会評議員（1999年6月～2002年6月）